# Luchtdruk
De luchtdruk is de druk die lucht uitoefent op voorwerpen, vloeistoffen en gassen die zich in de aardatmosfeer bevinden. Luchtdruk bestaat, omdat lucht onder invloed staat van de zwaartekracht van de aarde en daarom gewicht heeft. Luchtdruk werkt in alle richtingen.
De aardatmosfeer heeft een massa van ongeveer 5·1018 kg en de aarde heeft een oppervlakte van ongeveer 5·1014 m2. Op iedere vierkante meter aardoppervlak drukt dus ongeveer 10.000 kg lucht.
Met toenemende hoogte neemt de lengte van de naar beneden drukkende luchtkolom af. Daarom daalt de luchtdruk met toenemende hoogte.
In weerberichten werd de luchtdruk vanouds opgegeven in millibar en tegenwoordig in hectopascal (hPa). De pascal is een officiële SI-eenheid, maar de eenheden zijn numeriek aan elkaar gelijk: de atmosferische druk op zeeniveau bijvoorbeeld bedraagt ca. 1013 hPa en komt overeen met ca. 1013 mbar.

## Luchtdruk

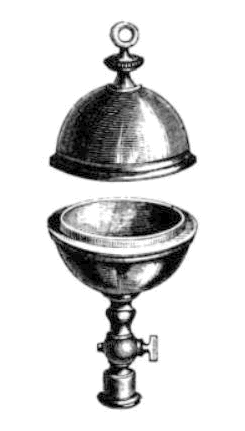
Maagdenburger halve bollen.

De kracht van de luchtdruk werd al in 1654 gedemonstreerd met de klassieke proef met de Maagdenburger halve bollen.
Aangezien het ene weerstation hoger boven zeeniveau ligt dan het andere, worden door alle weerstations op aarde niet zonder meer vergelijkbare luchtdrukwaarden gemeten. Om een juiste vergelijking te kunnen maken, wordt de luchtdruk van de meeste weerstations op aarde herleid naar het gemiddelde zeeniveau. Bij erg hoog gelegen bergstations wordt een andere methode gebruikt. Met weerballonnen kunnen tot op circa 40 km hoogte de luchtdruk en andere grootheden gemeten worden om een vollediger beeld van de toestand van de atmosfeer te krijgen.
De luchtdruk wordt gemeten met een barometer. De meeste moderne barometers bevatten een vrijwel luchtledig doosje dat afhankelijk van de druk meer of minder ingedrukt wordt (doosje van Vidi). Het in meer of in mindere mate indrukken van het doosje heeft een verplaatsing van een daaraan bevestigde wijzer tot gevolg die overgebracht wordt op een wijzerplaat, waarop de luchtdruk kan worden afgelezen. Veel barometers in huis maken van dit principe gebruik. Op veel van deze huisbarometers is nog een schaalverdeling in millimeters kwikdruk te vinden. Deze eenheid is eenvoudig om te rekenen in hectopascal door het getal in mm kwikdruk (Hg) met 1,333 te vermenigvuldigen. De standaard atmosferische druk is 76 cm Hg (760 mm Hg) = 1013 hPa = 1,013 bar = 1 atmosfeer. Dit wordt ook wel de normdruk genoemd. Bij echte kwikbarometers moet in geval van een hoge vereiste nauwkeurigheid rekening worden gehouden met de veranderende dichtheid van kwik, onder invloed van veranderende temperatuur.

## Druksystemen
De luchtdruk die voor meteorologische doeleinden gemeten wordt is belangrijk voor de meteoroloog om te achterhalen waar zich belangrijke druksystemen zoals lage- en hogedrukgebieden bevinden. Op basis van een groot aantal geografisch gespreide luchtdrukwaarden die tot zeeniveau zijn herleid, kan men een weerkaart met isobaren tekenen. Isobaren zijn lijnen die punten van gelijke luchtdruk verbinden. In veel landen in de wereld worden de isobaren om de 5 hPa getrokken (bijvoorbeeld 995, 1000, 1005 hPa enz.). Uit het isobarenpatroon kunnen verschillende drukcentra gevonden worden en kan een idee over de windrichting en windsnelheid verkregen worden. Er wordt onderscheid gemaakt tussen de volgende druksystemen:
- lagedrukgebied, ook wel minimum of depressie. De isobaren vormen gesloten lijnen rond een kern van lage druk, terwijl er een cyclonale circulatie is;
- hogedrukgebied, ook wel maximum of anticycloon. De kern in de gesloten isobaren heeft hier een relatief hoge druk, waar omheen een anticyclonale circulatie plaatsvindt;
- zadelgebied, het overgangsgebied op de kruising van twee hogedrukgebieden en twee lagedrukgebieden;
- trog, een langgerekt gebied met lage luchtdruk en een uitloper van een lagedrukgebied. Meestal is de afstand tussen de isobaren klein, met hoge windsnelheden tot gevolg;
- vore, is een trog waarbij de afstand tussen de isobaren het grootst is. Er is hier weinig wind. Het begrip vore wordt nog weinig gebruikt. Meestal wordt ook hier van een trog gesproken;
- rug, het deel van een hogedrukgebied dat een V-vorm heeft en waar de isobarenafstand over het algemeen het grootst is.

## Weer
De meeste barometers voor amateurgebruik hebben aanduidingen als "mooi", "bestendig", "veranderlijk", "regen" en "storm". Die vermeldingen dateren uit vroegere tijden, toen er nog weinig bekend was over het verband tussen het weer en de luchtdruk.
Een hoge druk van bijvoorbeeld 1030 of 1040 hectoPascal (hPa) betekent lang niet altijd zonnig weer. Het kan dan ook mistig zijn of regenen. Meestal blijft de neerslag bij een hoge luchtdruk beperkt tot hooguit enkele millimeters, maar er zijn situaties voorgekomen dat er bij een luchtdruk van 1030 hPa uit een lokale bui 10 tot 15 millimeter viel. Omgekeerd kan het in een lagedrukgebied zonnig, droog en rustig weer zijn. Het hangt er vooral vanaf waar het centrum van het drukgebied ten opzichte van het land ligt. Afhankelijk daarvan kunnen we in vochtige lucht met bewolking of mist terechtkomen of juist te maken krijgen met droge lucht en zonnig weer.
Toch is de kans op neerslag bij een lage luchtdruk in het algemeen groter dan bij hoge druk. Uit vergelijkingen van dagelijkse aflezingen van de barometer en het weer blijkt de kans op neerslag bij een lage luchtdruk van 990 hPa 80% te zijn. Dat betekent dat er in acht van de tien gevallen regen of sneeuw valt. Bij een stand van 1000 hPa is de neerslagkans 70%, bij 1010 hPa 40%, bij 1020 hPa 20% en bij een hoge druk van 1030 hPa slechts 10%.
Tegenwoordig worden luchtdrukmetingen (en andere grootheden) uit de hele wereld ingevoerd in wiskundige modellen, die in een netwerk van supercomputers worden doorgerekend ten behoeve van weersvoorspellingen en klimatologisch onderzoek.

### Plaatsafhankelijke luchtdrukveranderingen
De kracht van de wind wordt bepaald door de gradiënt van de luchtdruk, dat is de luchtdrukverandering per afstandseenheid, die altijd een richting heeft loodrecht op de isobaren. De luchtdrukgradiënt heeft dus de grootste waarde waar de afstand tussen de isobaren het kleinst is. Daar zal volgens de Wet van Buys Ballot de windsnelheid hoog zijn, waarbij het niet uitmaakt of de luchtdruk in dat gebied hoog of laag is.

### Tijdsafhankelijke luchtdrukveranderingen
De luchtdruk is vrijwel nooit constant. Een dalende luchtdruk in een hogedrukgebied wordt het afnemen van het hogedrukgebied genoemd en het stijgen van de luchtdruk het opbouwen van het hogedrukgebied. Bij een lagedrukgebied wordt een luchtdrukdaling uitdiepen genoemd en een stijging opvullen. Veranderingen van luchtdruk hebben vaak te maken met de trek van een druksysteem. Dit wordt aangegeven met isallobaren, lijnen waar gedurende een bepaalde tijdsduur de luchtdruk met eenzelfde waarde is veranderd.
Snelle veranderingen van druk gaan meestal vergezeld van veel wind of zijn de voorbode van een storm. Als de stand van de barometer snel oploopt of daalt betekent dat meestal dat het weer gaat veranderen. Uit onderzoek naar het verband tussen de barometerstand en het weer blijkt dat in 80% van de gevallen een stijgende luchtdruk tot een weersverbetering leidt en een dalende luchtdruk tot slechter weer.

## Dagelijkse gang

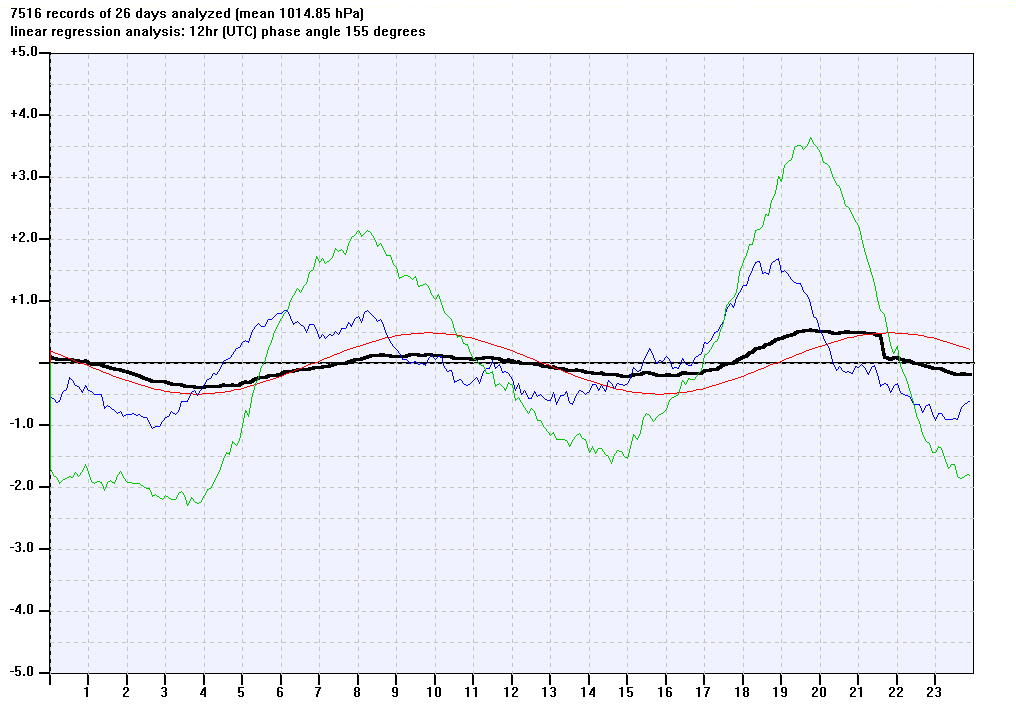
De dubbeldaagse gang van de luchtdruk. De zwarte lijn stelt de luchtdruk voor.

Onder invloed van de zon is er een verloop in het weer gedurende een dag. Deze dagelijkse gang komt voor bij zonnestraling, aardse straling, luchttemperatuur, wind, bewolking en luchtvochtigheid. Bij de luchtdruk is sprake van een dubbeldaagse gang. Vooral in de tropen is deze goed te herkennen op een barograaf doordat hier de niet-periodieke veranderingen van de druksystemen gering zijn.
Vooral in equatoriale streken ontstaat door de dagelijkse gang een land- en zeewind doordat het zeeoppervlak veel minder opwarmt, zodat de dagelijkse gang daar gering is.

## Invloed van de maan
De luchtdruk vertoont ook een cyclische variatie door de getijden, analoog aan eb en vloed van de zee. Het effect is het grootste in de tropen. De amplitude bedraagt enkele millibars, en is vrijwel nul aan de polen.

## Extreme gemeten waarden
Op 26 januari 1932 werd in De Bilt een luchtdruk gemeten van 1050,0 hPa, de hoogste druk ooit door het KNMI gemeten. De luchtdruk was toen enkele dagen achtereen extreem hoog: gemiddeld over 48 uur werd in De Bilt 1048 hPa berekend. Op 23 januari 1907 steeg de luchtdruk in De Bilt tot 1047,9 hPa en op 23 december 1962 werd 1047,8 hPa gemeten.
Het record van het KMI in Ukkel werd recenter verbroken: op 20 januari 2020 werd een luchtdruk gemeten van 1048,3 hPa. Het vorig record dateerde van 27 januari 1932: 1048,0 hPa.
De hoogste luchtdrukwaarden worden gewoonlijk in de wintermaanden gemeten. In de zomerperiode wijzen de barometers zelden boven 1035 hPa en zijn ook de dagelijkse luchtdrukvariaties veel kleiner dan in andere jaargetijden. In het najaar, vooral vanaf half oktober, kan de luchtdruk van dag tot dag snel veranderen en worden in de regel de laagste waarden gemeten. Zo is de luchtdruk in juli in De Bilt nooit hoger gekomen dan 1033 hPa en voor augustus ligt het eeuwrecord bij 1034 hPa.
De winterse hogedrukgebieden staan bekend om hun hoge luchtdrukwaarden. Vooral boven Siberië komt in de winter vaak een luchtdruk voor van meer dan 1050 hPa. Op 31 december 1968 werd in de plaats Agata in Siberië (350 km ten zuidoosten van Norilsk) een record gevestigd van 1083,8 hPa. In 2011 werd in Tosontsengel in Mongolië een waarde van 1084,4 hPa gemeten. Dit is tot 2019 de hoogste luchtdrukwaarde gemeten. De meeste huis-tuin-en-keuken barometers kunnen die waarde zelfs niet eens aangeven.
De laagste luchtdruk die ooit door het KNMI in De Bilt is gemeten bedraagt 956,4 hPa op 26 februari 1989. In Vlissingen werd die dag een luchtdruk gemeten van 954,4 hPa, maar het eeuwrecord voor Nederland bedraagt 954,2 hPa, gemeten op 27 november 1983 in Eelde. Het eeuwrecord van de luchtdruk op de Britse eilanden bedraagt 936 hPa gemeten in de nacht van 19 op 20 december 1982 in het noordwesten van Schotland. Op 26 januari 1884 werd de luchtdruk in Schotland zelfs nog lager, tot 925,6 hPa.
Op het noordelijk deel van de Atlantische Oceaan zijn nog aanzienlijk lagere luchtdrukwaarden gemeten. Op 15 december 1986 daalde de luchtdruk in het zeegebied ten zuidwesten van IJsland tot 920,2 hPa, de laagste druk ooit in dat gebied gemeten. Uit metingen in de buurt van de depressie kon het KNMI afleiden dat de luchtdruk in het centrum van het lagedrukgebied ongeveer 915 hPa moet zijn geweest. Op 11 januari 1993 daalde de luchtdruk bij IJsland opnieuw tot extreem lage waarden van naar schatting ongeveer 916 hPa.
In het jaar 2005, tijdens een zeer actief orkaanseizoen op de Atlantische Oceaan, bereikte de orkaan Wilma een recordlaagte van 882 hPa in de kern. Wilma werd een van de actiefste orkanen van dat seizoen.

## Afhankelijkheid van de luchtdruk van hoogte en temperatuur

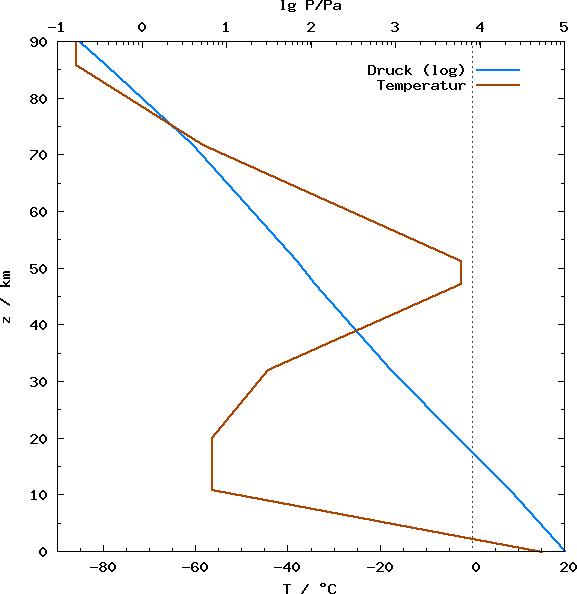
Blauwe lijn: berekende luchtdruk als functie van de hoogte. De drukschaal is logaritmisch. Bruine lijn: temperatuur als functie van de hoogte.

De luchtdruk P(h) neemt in evenwichtstoestand bij benadering exponentieel af met de hoogte volgens de barometrische hoogteformule:
{\displaystyle P(h)=P_{0}\cdot e^{-Mgh/RT}}
waarbij

M: gemiddelde molaire massa van lucht; ca. 0,029 kg/mol

g: valversnelling; 9,8 m/s2 op zeeniveau

h: hoogte in m

R: algemene gasconstante; 8,3145 J/(mol.K)

T: absolute temperatuur in K

P0: luchtdruk op zeeniveau

Deze formule is slechts een benadering, omdat T en g beide voor alle hoogten constant worden verondersteld. Bovendien zouden de verschillende molaire massa's van stikstof (28 kg/kmol) en van zuurstof (32 kg/kmol) eigenlijk apart verrekend moeten worden. Nevenstaande grafiek laat echter zien dat het effect van al deze vereenvoudigingen marginaal is, want de gemeten druk, die op een logaritmische schaal is uitgezet, heeft hier een vrijwel rechtlijnig verloop als functie van de hoogte.

De druk neemt dus in absolute waarde per meter sneller af in de onderste lagen van de atmosfeer dan in de hogere. In het onderste gedeelte van de atmosfeer neemt de luchtdruk met ongeveer 13 pascal per meter af. Op 5,5 km hoogte is de druk al met zo'n 50% afgenomen.